# 信仰运动

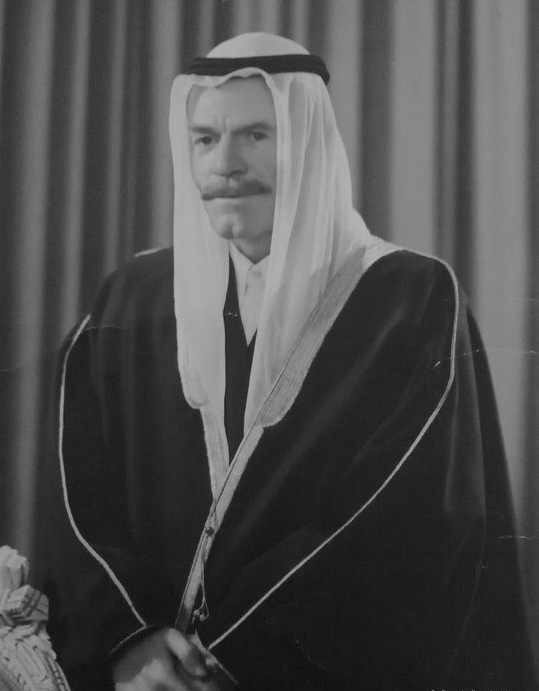
信仰运动的主導者伊扎特·易卜拉欣·杜里

信仰運動（羅馬化：al-Ḥamla al-Īmāniyya）是伊拉克复兴党自1993年到政權倒台前，所實行的伊斯蘭主義運動。該運動主要涵蓋多項政策，包括賦予伊斯蘭主義組織更多自由、對宗教相關項目挹注更多資源、更頻繁使用伊斯蘭刑罰、強調伊斯蘭教在伊拉克生活方面的重要性等。
伊扎特·易卜拉欣·杜里是信仰運動的主導者，並透過該運動來推廣納克什班迪教團。日後，杜里接下薩達姆·海珊的位子，成為伊拉克复兴党黨魁。納克什班迪教團也成為纳克什班迪教团军的核心部隊。

## 背景

海湾战争期間，伊拉克政府給伊拉克国旗添加「真主至大」字樣，試圖增強在伊斯蘭主義方面的聲譽

傳統上，復興黨領導層把伊斯蘭主義者視為落後族群、並對其懷有戒心；但在1980年代後，伊拉克政府開始向穆斯林兄弟會、其他遜尼派、以及什葉派伊斯蘭組織示好。海珊宣稱復興黨創黨元老米歇尔·阿弗拉克臨終前皈依伊斯蘭教、還有1991年在伊拉克国旗添加「真主至大」字樣，也被視為海珊政權開始親近伊斯蘭主義。
有說法認為復興黨否定傳統世俗主義立場，比起海珊轉變其政治信念，更可能是出於避免伊斯蘭主義者反對復興黨政權、甚至動輒起事的政治盤算。美國宾夕法尼亚大学學者Samuel Helfont指出：「我們通常認為世俗民族主義的海珊政權，受信仰運動而變得更宗教化，而以『意識形態』來形容該運動；但伊拉克的內部檔案顯示，這與海珊政權的治理能力有關：他們試圖在不激怒伊拉克宗教界的情況下，將其觀點納入政策中。」並總結：「我們不該像多數人那樣，認為信仰運動是政權從世俗轉到伊斯蘭主義；事實上，信仰運動是海珊政權試圖打擊日益興起的伊斯蘭主義浪潮。」不過他隨後指出，無論海珊政權採取何種行動，1990年代伊拉克社會的宗教極端主義，傾向都愈發明顯。

## 實行
1993年7月中，海珊正式宣佈實行信仰運動、最初目標是盡可能剷除當地夜生活文化：他宣佈禁止在公共場合飲酒與販酒，並對違者科處監禁。伊拉克教育課綱開始把可蘭經研究納為核心科目、並強調要深入研究伊斯蘭教。大約三萬名的可蘭經與伊斯蘭教老師，在一般薪資外，還會有其他課程津貼。海珊在閉門會議中，主張要像哈桑·班納與埃及穆斯林兄弟會的立場那般，以阿拉伯世界的統一為前提，建立泛伊斯蘭國家。

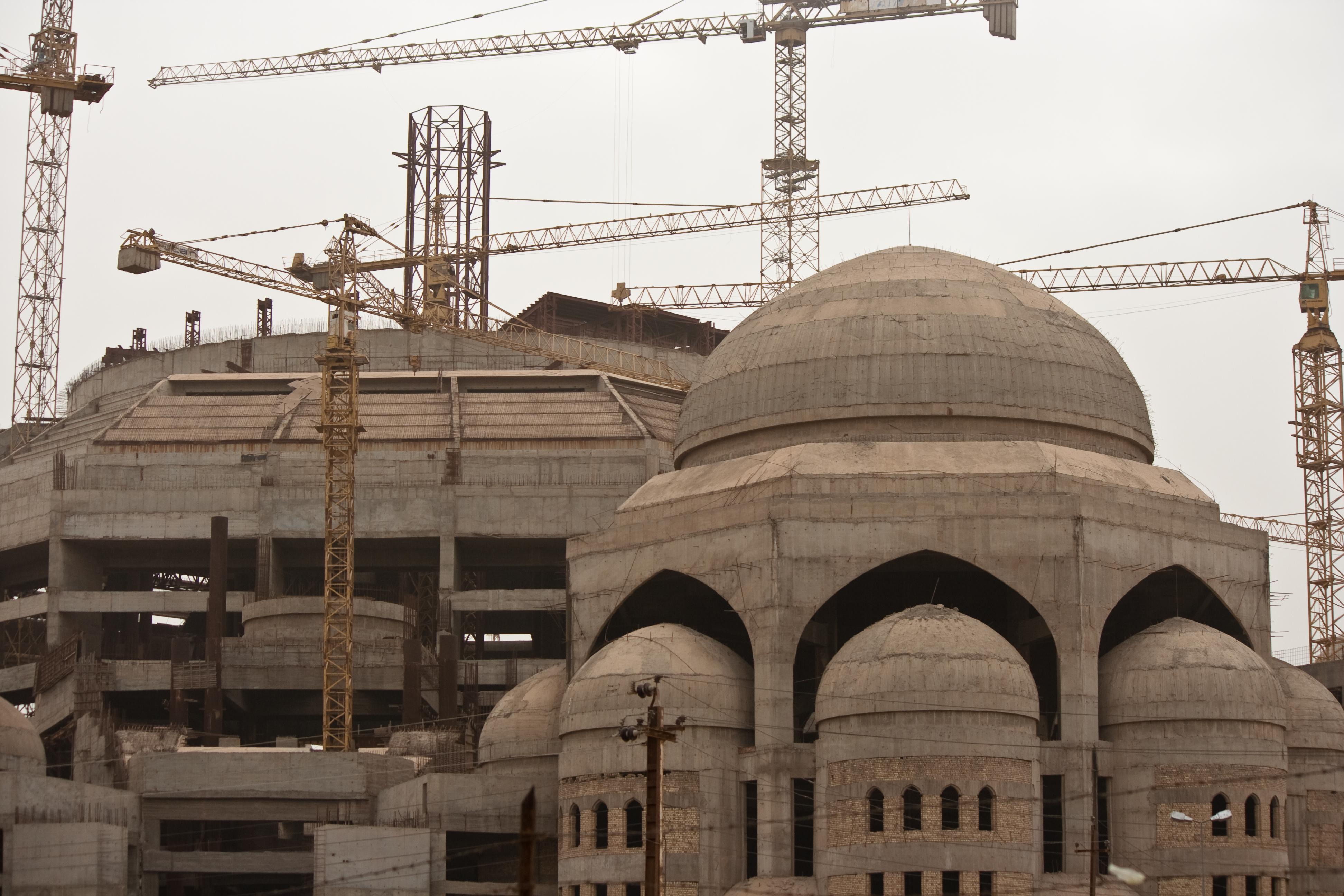
拉赫曼清真寺

除此之外，伊拉克政府在財政受經濟制裁影響而出現問題的情況下，依舊把資源投注於建設和維護清真寺。實例有巴格達的烏姆埃爾古拉清真寺、以及未完工的拉赫曼清真寺。
伊拉克政府也開始實行更嚴厲的刑罰。逃兵、（部份形式的）貪污、竊盜，更常被科處截肢。在海珊政權末期，萨达姆敢死队對賣淫女性科處斬首。2003年1月，《紐約時報》的约翰·费希尔·伯恩斯就有報導相關新聞。根據當時的人權組織報告，該準軍事部隊處死了兩百餘人。

## 內部異議
信仰運動並未受到復興黨內部的全面支持。薩達姆·海珊有時甚至被視為黨內唯一的主要支持者；相較之下，信仰運動運動的主要反對者有前伊拉克總理萨阿敦·哈马迪與前情報部長巴爾贊·易卜拉欣·提克里蒂。提克里蒂尤其忌憚海珊試圖安撫的伊斯蘭主義組織：前者視後者為尋求推翻自身政權、並取而代之的威脅；並認為與薩拉菲派結盟，會導致伊拉克與內部什葉派及其他阿拉伯國家疏遠。
其他公開反對者還有海珊的兒子乌代·萨达姆·侯赛因：他旗下的報紙《巴別》批評信仰運動會鼓動宗派分裂，破壞伊拉克社會的宗教多元性、以致整個伊拉克。該報認為信仰运动是海珊在試圖討好伊斯蘭原教旨主義者；但由於後者只願接受最嚴厲的伊斯蘭教法，因此這種運動終究會失敗；該報同時批評伊拉克政府和安全部門，在放任國內日益壯大的薩拉菲運動。另一方面，《巴別》也使用了「若废子」一詞譴責了什葉派。該詞的意思為「拒絕派」，是薩拉菲派內部的極端保守派，批評什葉派的仇恨性用詞。

## 結果
1991年代後期，伊拉克日漸增長的薩拉菲派，不只幫助了政權的盟友、也幫助了反對復興黨政府的團體；並出現包含汽車炸彈、暗殺事件在內的小規模的恐怖主義活動。這些活動後來成為了大規模的伊拉克叛亂。而信仰運動的其中一環，即包含讓安全部門官員，滲透清真寺與伊斯蘭組織。許多最初只是派去滲透的人，最終也接受薩拉菲派、並成為堅定的信仰者。在伊拉克戰爭導致復興黨政府倒台後，這些吸收了復興黨-薩拉菲主義思想的安全部門前官員，開始結成各種叛亂組織、成為日後伊拉克內亂的要角、最終加入了伊斯蘭國。阿布都拉·賈納比就是從安全部門官員，變成薩拉菲主義叛軍的代表。

### 書類
- Baram, Amatzia.  (PDF). Occasional Papers. Woodrow Wilson International Center for Scholars: History & Public Policy Program. October 2011  [7 April 2015]. （原始内容 (PDF)存档于22 July 2015）.
- Rayburn, Joel. . . Hoover Institution Press. 2014: 101–104. ISBN 978-0-8179-1694-7.